# Роарінг-Спрінгс (Техас)
Роарінг-Спрінгс (англ. Roaring Springs) — місто (англ. town) в США, в окрузі Мотлі штату Техас. Населення — 217 осіб (2020).

## Географія
Роарінг-Спрінгс розташований за координатами 33°53′57″ пн. ш. 100°51′22″ зх. д. / 33.89917° пн. ш. 100.85611° зх. д. (33.899183, -100.856142).  За даними Бюро перепису населення США в 2010 році місто мало площу 2,75 км², уся площа — суходіл.

## Демографія
Згідно з переписом 2010 року, у місті мешкали 234 особи в 107 домогосподарствах у складі 70 родин. Густота населення становила 85 осіб/км².  Було 143 помешкання (52/км²).
Расовий склад населення:
| - 94,4 % — білих - 3,4 % — корінних американців - 1,7 % — осіб інших рас |

До двох чи більше рас належало 0,4 %. Частка іспаномовних становила 7,3 % від усіх жителів.
За віковим діапазоном населення розподілялося таким чином: 17,5 % — особи молодші 18 років, 52,2 % — особи у віці 18—64 років, 30,3 % — особи у віці 65 років та старші. Медіана віку мешканця становила 52,2 року. На 100 осіб жіночої статі у місті припадало 108,9 чоловіків;  на 100 жінок у віці від 18 років та старших — 112,1 чоловіків також старших 18 років.
Середній дохід на одне домашнє господарство  становив 37 446 доларів США (медіана — 30 500), а середній дохід на одну сім'ю — 44 499 доларів (медіана — 35 357). За межею бідності перебувало 36,2 % осіб, у тому числі 51,1 % дітей у віці до 18 років та 29,2 % осіб у віці 65 років та старших.
Цивільне працевлаштоване населення становило 118 осіб. Основні галузі зайнятості: сільське господарство, лісництво, риболовля — 22,9 %, мистецтво, розваги та відпочинок — 16,9 %, будівництво — 16,9 %.